# マウンテン (アルバム)
『マウンテン』（Mountain）は、アメリカ合衆国のロック・ギタリストであるレスリー・ウェストが1969年に発表した初のソロ・アルバムである。

## 解説

### 経緯
ウェストはニューヨーク出身で、1960年代中期よりヴァグランツというバンドで活動していた。ヴァグランツは1967年にプロデューサーのフェリックス・パパラルディの推薦によってアトコ・レコードとの契約を結んで、パパラルディが提供した曲を彼のプロデュースでシングル発表した。同年、オーティス・レディングの「リスペクト」のカヴァーが東海岸のローカル・ヒットになった。
1969年、彼はクリームのアルバムをプロデュースして大きな業績を挙げたパパラルディをプロデューサーに迎えて、初のソロ・アルバムとなる本作を制作した。パパラルディは、本作を自ら設立したウィンドフォール・レコードの第一弾のアルバムとして発表した。

### 内容
全11曲の収録曲の内訳は、8曲がウェストの単独作もしくはパパラルディ他との共作、2曲がパパラルディとゲイル・コリンズの共作、残る1曲はザ・バンドの「火の車」のカヴァー。
パパラルディはプロデュースと共作に加えて、ベースとキーボードを担当した。
本作からは「ミルクとハチミツの夢」、「ロング・レッド」、「サウスバウンド・トレイン」がシングルカットされた。

## 収録曲

### オリジナルLP
| #         | タイトル                                      | 作詞・作曲                                       | 時間  |
| --------- | --------------------------------------------- | ------------------------------------------------ | ----- |
| 1.        | 「ブラッド・オブ・ザ・サン Blood of the Sun」 | Leslie West, Felix Pappalardi, Gail Collins      | 2:35  |
| 2.        | 「ロング・レッド Long Red」                   | West, Pappalardi, John Ventura, Norman Landsberg | 3:14  |
| 3.        | 「ベター・ウォッチ・アウト Better Watch Out」 | Pappalardi, Collins                              | 2:47  |
| 4.        | 「ブラインド・マン Blind Man」                | Collins, Pappalardi, West, Ventura               | 3:50  |
| 5.        | 「ベイビー・アイム・ダウン Baby, I'm Down」   | Pappalardi, Collins                              | 3:58  |
| 合計時間: | 合計時間:                                     | 合計時間:                                        | 16:24 |

| #         | タイトル                                                           | 作詞・作曲                           | 時間  |
| --------- | ------------------------------------------------------------------ | ------------------------------------ | ----- |
| 1.        | 「ミルクとハチミツの夢 Dreams of Milk and Honey」                  | West, Pappalardi, Ventura, Landsberg | 3:22  |
| 2.        | 「ストーリーテラー・マン Storyteller Man」                         | West, Pappalardi, Ventura, Landsberg | 3:04  |
| 3.        | 「火の車 This Wheel's on Fire」                                    | Bob Dylan, Rick Danko                | 3:18  |
| 4.        | 「ルック・トゥ・ザ・ウィンド Look to the Wind」                    | West, Pappalardi, Ventura            | 2:43  |
| 5.        | 「サウスバウンド・トレイン Southbound Train」                      | West, Ventura, Landsberg             | 2:57  |
| 6.        | 「ビコーズ・ユー・アー・マイ・フレンド Because You Are My Friend」 | West                                 | 3:10  |
| 合計時間: | 合計時間:                                                          | 合計時間:                            | 18:34 |

### CD
| #         | タイトル                                                           | 作詞・作曲                                       | 時間  |
| --------- | ------------------------------------------------------------------ | ------------------------------------------------ | ----- |
| 1.        | 「ブラッド・オブ・ザ・サン Blood of the Sun」                      | Leslie West, Felix Pappalardi, Gail Collins      | 2:35  |
| 2.        | 「ロング・レッド Long Red」                                        | West, Pappalardi, John Ventura, Norman Landsberg | 3:14  |
| 3.        | 「ベター・ウォッチ・アウト Better Watch Out」                      | Pappalardi, Collins                              | 2:47  |
| 4.        | 「ブラインド・マン Blind Man」                                     | Collins, Pappalardi, West, Ventura               | 3:50  |
| 5.        | 「ベイビー・アイム・ダウン Baby, I'm Down」                        | Pappalardi, Collins                              | 3:58  |
| 6.        | 「ミルクとハチミツの夢 Dreams of Milk and Honey」                  | West, Pappalardi, Ventura, Landsberg             | 3:22  |
| 7.        | 「ストーリーテラー・マン Storyteller Man」                         | West, Pappalardi, Ventura, Landsberg             | 3:04  |
| 8.        | 「火の車 This Wheel's on Fire」                                    | Bob Dylan, Rick Danko                            | 3:18  |
| 9.        | 「ルック・トゥ・ザ・ウィンド Look to the Wind」                    | West, Pappalardi, Ventura                        | 2:43  |
| 10.       | 「サウスバウンド・トレイン Southbound Train」                      | West, Ventura, Landsberg                         | 2:57  |
| 11.       | 「ビコーズ・ユー・アー・マイ・フレンド Because You Are My Friend」 | West                                             | 3:10  |
| 合計時間: | 合計時間:                                                          | 合計時間:                                        | 34:58 |

## 参加ミュージシャン
※番号はCDのトラック・ナンバーを示す。
- レスリー・ウェスト　Leslie West – ボーカル、ギター
- フェリックス・パパラルディ　Felix Pappalardi – エレクトリックベース、キーボード
- N.D.スマート　N. D. Smart – ドラムス
- ノーマン・ランズバーグ　Norman Landsberg[7] – ハモンド・オルガン（2、7、10）

## マウンテンの結成
本作の発表後、ウェストとパパラルディは、本作の制作に参加したN.D.スマート（ドラムス）、元ジ・デヴィルズ・アンヴィル、ウイングスのスティーヴ・ナイト（キーボード）とマウンテンを結成。彼等は7月にフィルモア・ウェストでデビューし、8月にはウッドストック・フェスティバルに出演。その後、スマートに替えてエナジーのドラマーであるカナダ人のコーキー・レイングを迎えて、1970年にウィンドフォール・レコードからデビュー・アルバム『勝利への登攀』を発表した。
マウンテンのコンサートでは、本作の「ブラッド・オブ・ザ・サン」、「ロング・レッド」、「ミルクとハチミツの夢」、「サウスバウンド・トレイン」も演奏された。